# 박익 송은문집 목판
박익 송은문집 목판(朴翊 松隱文集 木板)은 대한민국 경상남도 밀양시 초동면 신호리에 있는, 고려말의 문신이며 학자인 송은 박익(1342∼1398) 선생의 유고 시문집 책판이다.
2000년 1월 25일 경상남도의 유형문화재 제351호 송은박익선생문집책판으로 지정되었다가, 2018년 12월 20일 현재의 명칭으로 변경되었다.

## 개요
고려말의 문신이며 학자인 송은 박익(1342∼1398) 선생의 유고 시문집이다. 박익 선생은 고려 공민왕 때 문신으로서 왜구와 여진 등을 토벌하는 무공을 세우기도 하였다. 정치가 어수선해지자 고향으로 내려왔으며, 조선왕조가 들어서도 벼슬을 하지 않았다.
조선 헌종 3년(1837)에 만들어진 것으로 총 4권 1책이다. 박익 선생의 글 6편과 시 31수를 비롯하여 이색, 길재, 변계량 등이 보낸 시와 김맹성, 정도전, 조준에 대한 애도시 등이 수록되어 있다. 고려가 멸망한 뒤에도 고려의 충신임을 자처하는 감회가 짙게 배어 있다.

## 참고 문헌
- 박익 송은문집 목판 - 국가유산청 국가유산포털